# سن جهان
در کیهان‌شناسی فیزیکی، سن جهان میزان زمان سپری شده پس از مه‌بانگ است. امروزه اخترشناسان دو اندازه‌گیری مختلف از سن جهان انجام داده‌اند یک اندازه‌گیری بر مبنای مشاهدات مستقیم وضعیت اولیه جهان است که آخرین اندازه‌گیری آن در سال ۲۰۱۸ سن جهان را بر پایه مدل لامبدا-سی دی ام ۱۳٫۷۷۲±۰٫۰۴۰ میلیارد سال برآورد کرده است.
روش دیگر محاسبه ین بر اساس مشاهدات جهان محلی و کنونی است که به عدد کوچکتری می‌رسد.
میزان عدم قطعیت نوع اول اندازه‌گیری با تطبیق با نتایج چندین پروژهٔ تحقیقاتی علمی دیگر که به نتایج بسیار نزدیک به این عدد رسیده‌اند، به ۲۰ میلیون سال کاهش یافته است. از جمله این پروژه‌ها می‌توان به اندازه‌گیری‌های تابش زمینه کیهانی توسط ماهواره پلانک و کاوشگر ناهمسانگردی ریزموجی ویلکینسون و موارد دیگر اشاره نمود. با استفاده از اندازه‌گیری تابش زمینهٔ کیهانی می‌توان زمان سرد شدن این تابش از لحظهٔ مه‌بانگ تا کنون و با اندازه‌گیری نرخ انبساط جهان و برون‌یابی به عقب در زمان می‌توان سن جهان را محاسبه کرد.

## توضیح
مدل تطبیقی لامبدا-سی‌دی‌ام تکامل جهان از وضعیت بسیار داغ، متراکم و یکنواخت اولیه تا وضعیت کنونی آن در بازه‌ای به طول ۱۳٫۷۷ میلیارد سال را توصیف می‌کند.
این مدل از لحاظ نظری به خوبی فهمیده شده و مشاهدات نجومی دقیقی مانند دبلیومپ نیز آن را تأیید می‌کنند. اما نظریات مربوط به سرآغاز و پیدایش حالت اولیه در حد گمانه‌زنی باقی‌مانده‌اند. اگر با استفاده از مدل لامبدا-سی‌دی‌ام به سوی گذشته برون‌یابی کنیم در لحظهٔ اولیه جهان به یک نقطهٔ تکینگی می‌رسیم. این تکینگی را تکینگی نخستین یا تکینگی مه‌بانگ می‌نامند. 
اگرچه از لحاظ نظری جهان ممکن است تاریخی طولانی‌تری داشته باشد، اتحادیه بین‌المللی اخترشناسی
از واژهٔ «سن جهان» برای به اشاره به مدت زمان انبساط لامبدا-سی‌دی‌ام یا به عبارت دیگر زمان سپری شده پس از مه‌بانگ در جهان قابل مشاهده، استفاده می‌کند.

## محدودیتهای مشاهداتی
از آنجا که سن جهان باید حداقل به اندازه سن قدیمی‌ترین چیزهای درون آن باشد، برخی مشاهدات هستند که حد پایینی برای سن جهان تعیین می‌کنند؛ از جمله این مشاهدات می‌توان به دمای سردترین کوتوله‌های سفید است که هر چه از عمرشان می‌گذرد، سردتر می‌شوند، و کم‌نورترین نقطه خاموشی ستارگان رشته اصلی در خوشه‌ها اشاره کرد.

## پارامترهای کیهانی

سن کنونی جهان را می‌توان با اندازه‌گیری ثابت هابل و برون‌یابی به عقب در زمان و با داشتن مقادیر مشاهده‌شده برای پارامترهای چگالی (Ω) محاسبه نمود. پیش از کشف انرژی تاریک اینگونه پنداشته می‌شد که جهان تنها در تسلط ماده است و در نتیجه Ω روی نمودار همان Ω_{m} در نظر گرفته می‌شد. توجه کنید که جهان شتاب‌دار بیشترین سن را دارد، در حالیکه جهان منتهی به مه‌رمب کمترین سن را داراست.

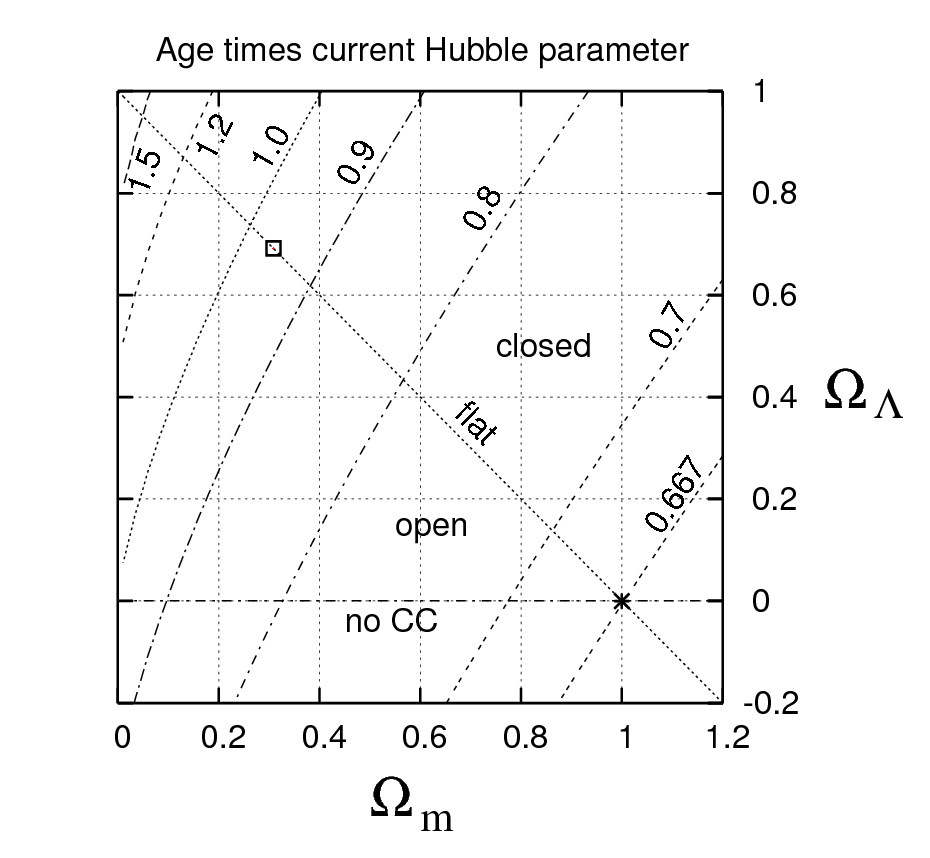
مقدار فاکتور اصلاح سن، F، به صورت تابعی از دو پارامتر کیهان‌شناسی نمایش داده‌شده‌است: چگالی نسبی کنونی ماده Ω_{m} و چگالی ثابت کیهانی Ω_{Λ}. دقیقترین مقادیر برای این پارامترها با مربع کوچکی روی نمودار در قسمت چپ-بالای شکل، و مقادیرشان برای جهان در تسلط ماده توسط ستاره‌ای در قسمت پایین-راست شکل مشخص گردیده‌است.

مسئلهٔ تعیین سن جهان ارتباط تنگاتنگی با مسئلهٔ تعیین اندازه‌های پارامترهای کیهانشناسی دارد. امروزه اغلب این کار از طریق مدل لامبدا-سی‌دی‌ام انجام می‌پذیرد که در آن چنین پنداشته می‌شود که جهان از ماده باریونی (ماده معمولی)، ماده تاریک، تابش (شامل فوتون‌ها و نوترینو‌ها) و یک ثابت کیهان‌شناسی تشکیل می‌شود. سهم جزئی هر یک از اینها در چگالی انرژی کل جهان با پارامترهای چگالی Ωm، Ωr، و ΩΛ نمایش داده می‌شود. برای توصیف مدل کامل لامبدا-سی‌دی‌ام به چند پارامتر دیگر نیز نیاز است اما برای محاسبهٔ سن جهان این پارامترها به همراه پارامتر هابل {\displaystyle H_{0}} اهمیت بیشتری دارند.
با دردست‌داشتن اندازه‌های دقیق این پارامترها می‌توان با استفاده از معادلات فریدمان سن جهان را محاسبه نمود. این معادله نرخ تغییرات فاکتور مقیاس a(t را با محتوای مادهٔ جهان مرتبط می‌سازد. با معکوس کردن این رابطه می‌توان نرخ تغییرات زمان بر حسب تغییرات فاکتور مقیاس را محاسبه نمود و با انتگرال‌گیری از آن سن جهان را محاسبه نمود. از این راه سن t0 جهان از طریق عبارتی به شکل زیر به دست می‌آید،
{\displaystyle t_{0}={\frac {1}{H_{0}}}F(\Omega _{r},\Omega _{m},\Omega _{\Lambda },\dots )}
که در آن {\displaystyle H_{0}} پارامتر هابل است و تابع F تنها به سهم جزئی اجزای تشکیل دهندهٔ محتوای انرژی جهان بستگی دارد. نخستین برداشتی که ممکن است از این رابطه به ذهن برسد این است که سن جهان تا حدود زیادی توسط پارامتر هابل تعیین می‌شود و محتوای ماده و انرژی جهان اندکی مقدار آن را اصلاح می‌کند، بنابراین با استفاده از پارامتر هابل می‌توان با تقریب سن جهان را تخمین زد. سن جهان تقریباً با معکوس پارامتر هابل (که زمان هابل نیز نامیده می‌شود) برابر است. مقدار {\displaystyle H_{0}} برابر با ۶۸ km/s/Mpc است و در نتیجه سن تقریبی جهان از این راه در حدود {\displaystyle 1/H_{0}} = ۱۴٫۴ میلیارد سال تخمین زده می‌شود.
برای به‌دست‌آوردن مقدار دقیقتر سن جهان باید فاکتوراصلاح F محاسبه شود. این کار به‌طور عمومی از طریق روش‌های عددی انجام می‌پذیرد و نتیجهٔ آن برای محدوده‌ای از اندازه‌های پاراکترهای کیهان‌شناسی در شکل نشان داده شده‌است. برای اندازه‌های پلانک (Ωm, ΩΛ) = (۰٫۳۰۸۶، ۰٫۶۹۱۴) که با مربع کوچکی در قسمت بالای سمت چپ مشخص گردیده، مقدار F برابر ۰٫۹۵۶ است. برای یک جهان تخت بدون ثابت کیهانی که روی نمودار با یک ستاره کوچک در گوشهٔ پایین راست نشان داده شده، F = ۲⁄۳. یعنی برای یک مقدار ثابت پارامتر هابل، جهان تخت بدون ثابت کیهانی سن کمتری دارد. برای محاسبهٔ این مقادیر Ωr ثابت در نظر گرفته شده‌است و این تقریباً معادل است با اینکه دمای تابش زمینه کیهانی را ثابت فرض کنیم.
علاوه بر ماهواره پلانک، از کاوشگر ناهمسانگردی ریزموجی ویلکینسون (دبلیومپ) نیز در تعیین سن دقیق جهان مورد استفاده قرار گرفته‌است. اندازه‌گیری‌های تابش زمینه کیهانی برای تعیین محدودهٔ مقدار محتوای مادی Ωm
و همچنین پارامتر خمش Ωk
بسیار سودمند است، هرچند که حساسیت چندانی به‌طور مستقیم به پارامتر ثابت کیهانی ΩΛ نشان نمی‌دهد. دلیل این امر تا حدودی این است که ثابت کیهانی تنها در انتقال به سرخ‌های پایین اهمیت می‌یابد. دقیقترین محاسبات پارامتر هابل H0 از رصدگری ابرنواخترهای نوع Ia به‌دست می‌آید. از ترکیب نتایج این اندازه‌گیری‌ها دقیقترین رقم پذیرفته‌شده برای سن جهان به‌دست می‌آید که پیشتر عنوان شد.
در صورت ثابت بودن دیگر پارامترها، ثابت کیهانی سن جهان را بیشتر می‌کند. این مسئله از این رو اهمیت دارد که تا پیش از اینکه ثابت کیهانی مورد پذیرش همگانی قرار گیرد، مدل مه‌بانگ در توضیح اینکه چرا سن خوشه‌های کروی در کهکشان راه شیری بیشتر از سن جهان به نظرمی‌رسد، ناتوان بود. سن جهان در آن زمان با استفاده از پارامتر هابل و بر پایه این پندار که جهان تنها از ماده تشکیل شده، محاسبه شده بود.
معرفی ثابت کیهانی باعث می‌شود که سن محاسبه شده برای جهان بیشتر از سن خوشه‌های کروی گردد و همچنین ویژگی‌های دیگری را نیز توضیح می‌دهد که مدل‌های صرفاً مادی از توضیح آن ناتوانند.

## دبلیومپ
بر پایهٔ انتشار داده‌های ۹ سالهٔ پروژه کاوشگر ناهمسانگردی ریزموجی ویلکینسون (دبلیومپ) ناسا در سال ۲۰۱۲، سن جهان در حدود (۱۳٫۷۷۲±۰٫۰۵۹)×۱۰۹ سال تخمین زده شد (۱۳٫۷۷۲ میلیارد سال با خطای بعلاوه یا منهای ۵۹ میلیون سال).
هرچند که این رقم برای سن جهان بر پایهٔ این فرض محاسبه شده‌است که مدل‌های زیربنایی پروژه درست هستند. سایر روش‌ها برای تخمین سن جهان ممکن است نتایج متفاوتی تولید کنند.
این اندازه‌گیری‌ها با استفاده از مکان نخستین پیک آکوستیک در طیف توان ریزموج زمینه برای تعیین اندازه سطح جداسازی(اندازه جهان در زمان بازترکیبی)، به دست‌آمده‌اند. زمان رسیدن نور به این سطح،  به عددی قابل اطمینان برای سن جهان می‌رسد. با فرض اعتبار مدل‌های استفاده‌شده در تعیین این سن، به حاشیه خطایی نزدیک به یک درصد می‌رسیم.

## ماهواره پلانک
در سال ۲۰۱۵، ماهواره پلانک آژانس فضایی اروپا سن جهان را ۱۳٫۸۱۳±۰٫۰۳۸ میلیارد سال تخمین زد. این رقم کمی از رقم اندازه‌گیری شده دبلیومپ بیشتر است اما همچنان در محدوده عدم قطعیت سن محاسبه‌شده از داده‌های دبلیومپ قرار می‌گیرد. 
در جدول زیر، اعداد در فاصله اطمینان ۶۸٪ برای مدل لامبداسی‌دی‌ام هستند.
- TT, TE, EE: طیف توان تابش زمینه کیهانی (CMB) پلانک
- lowP: Planck  داده‌های قطبیدگی در احتمال پایین-ℓ پلانک
- lensing: بازسازی همگرایی گرانشی CMB
- ext: داده‌های خارجی (BAO+JLA+H0). BAO: نوسانات آکوستیک باریونی، JLA: تحلیل پیوسته منحنی نوری، H0: ثابت هابل

| پارامتر              | نماد                  | TT+lowP      | TT+lowP +lensing | TT+lowP +lensing+ext | TT,TE,EE+lowP | TT,TE,EE+lowP +lensing | TT,TE,EE+lowP +lensing+ext |
| -------------------- | --------------------- | ------------ | ---------------- | -------------------- | ------------- | ---------------------- | -------------------------- |
| سن جهان (Ga)         | {\displaystyle t_{0}} | ۱۳٫۸۱۳±۰٫۰۳۸ | ۱۳٫۷۹۹±۰٫۰۳۸     | ۱۳٫۷۹۶±۰٫۰۲۹         | ۱۳٫۸۱۳±۰٫۰۲۶  | ۱۳٫۸۰۷±۰٫۰۲۶           | ۱۳٫۷۹۹±۰٫۰۲۱               |
| ثابت هابل (km⁄Mpc⋅s) | {\displaystyle H_{0}} | ۶۷٫۳۱±۰٫۹۶   | ۶۷٫۸۱±۰٫۹۲       | ۶۷٫۹۰±۰٫۵۵           | ۶۷٫۲۷±۰٫۶۶    | ۶۷٫۵۱±۰٫۶۴             | ۶۷٫۷۴±۰٫۴۶                 |

در سال ۲۰۱۸، جدیدترین عدد تخمینی پلانک برای سن جهان به ۱۳٫۷۷۲±۰٫۰۴۰ میلیارد سال تغییر کرد.